# Distretto di Nyabihu
Il distretto di Nyabihu è un distretto (akarere) del Ruanda, parte della Provincia Occidentale, con capoluogo Mukamira.
Il distretto si compone di 12 settori (imirenge):
- Bigogwe
- Jenda
- Jomba
- Kabatwa
- Karago
- Kintobo
- Mukamira
- Muringa
- Rambura
- Rugera
- Rurembo
- Shyira